# 亞夫基內
47°16′19″N 32°36′45″E / 47.27194°N 32.61250°E
亞夫基內位於烏克蘭南部，是尼古拉耶夫州巴什坦卡區的村落，隸屬巴什坦卡市鎮，始建於1812年，面積5.12平方公里，海拔高度72米，2001年人口1,391，人口密度每平方公里271.7人，距離貝雷茲內胡瓦泰約25公里，距離尼古拉耶夫約87公里，距離克里維里赫約134公里。